# Christian Kayßler
Christian Kayßler, también escrito con la grafía Christian Kayssler (14 de junio de 1898 - 10 de marzo de 1944) fue un actor teatral y cinematográfico alemán.

## Biografía
Su nombre completo era Christian Friedrich Kayßler, y nació en Breslavia, en la actualidad parte de Polonia, siendo sus padres los actores Friedrich Kayßler y Helene Fehdmer. Kayßler recibió clases de actuación de su padre, y comenzó su carrera teatral poco después del final de la Primera Guerra Mundial trabajando en el Teatro de Cámara de Múnich dirigido por Otto Falckenberg.
Luego fue a Viena y Stuttgart, actuando finalmente en el Deutsches Theater de Berlín. En el Volksbühne de esa ciudad actuó en 1937 en la obra de Gerhart Hauptmann Rose Bernd, y en 1938 en la de Friedrich Schiller Wilhelm Tell y en la de Friedrich Hebbel Agnes Bernauer.
Durante los años de la Segunda Guerra Mundial, Kayßler trabajó en varias películas de propaganda del régimen Nazi, encarnando habitualmente a soldados y oficiales.
El primer matrimonio de Kayßler fue con la escritora de libros infantiles Anne Beblo. Tuvo una hija, Christine Kayßler (1923–2010), que también fue actriz. Su segunda esposa fue la actriz Mila Kopp, con la que actuó frecuentemente en el escenario. Sus dos hijos con ella, Maria (nacida en 1934) y Martin Kayßler (nacido en 1939), fueron también actores.
Christian Kayßler falleció en marzo de 1944 en Berlín durante un bombardeo aéreo aliado.

## Filmografía
- 1934 : Der alte und der junge König
- 1937 : Pan
- 1937 : Unternehmen Michael
- 1939 : Ziel in den Wolken
- 1939 : Drei Unteroffiziere
- 1939 : D III 88
- 1939 : Dein Leben gehört mir
- 1940 : Achtung! Feind hört mit!
- 1941 : Kampfgeschwader Lützow
- 1941 : Ich klage an
- 1942 : Schicksal
- 1942 : Andreas Schlüter
- 1942 : Die Entlassung